# WTA Championships 1977
Die WTA Championships 1977 (offiziell Virginia Slims Championships) waren ein Tennisturnier der Damen im Madison Square Garden in New York City. Das Teppichplatzturnier war Teil der WTA Tour 1977 und fand vom 24. bis 27. März 1977 statt.

## Einzel

### Setzliste
| Nr. | Spielerin           | Erreichte Runde |
| --- | ------------------- | --------------- |
| 01. | Chris Evert         | Sieg            |
| 02. | Martina Navratilova | 3. Platz        |
| 03. | Sue Barker          | Finale          |
| 04. | Virginia Wade       | Round Robin     |

### Spiel um Platz 3, Finale
|  | Finale |             |   |   |   |
|  |        |             |   |   |   |
|  | 1      | Chris Evert | 2 | 6 | 6 |
|  | 3      | Sue Barker  | 6 | 1 | 1 |
|  |        |             |   |   |   |

|  | Spiel um Platz 3 |                     |   |  |  |
|  |                  |                     |   |  |  |
|  | 2                | Martina Navratilova | 8 |  |  |
|  |                  | Rosemary Casals     | 5 |  |  |
|  |                  |                     |   |  |  |

### Gruppe Orange
| Platz | Spielerin           | Gewonnen | Verloren |
| ----- | ------------------- | -------- | -------- |
| 1.    | Sue Barker          | 3        | 0        |
| 2.    | Martina Navratilova | 2        | 1        |
| 3.    | Betty Stöve         | 1        | 2        |
| 4.    | Kristien Shaw       | 0        | 3        |

### Gruppe Gold
| Platz | Spielerin       | Gewonnen | Verloren |
| ----- | --------------- | -------- | -------- |
| 1.    | Chris Evert     | 3        | 0        |
| 2.    | Rosemary Casals | 2        | 1        |
| 3.    | Virginia Wade   | 1        | 2        |
| 4.    | Mima Jaušovec   | 0        | 3        |